# Camposano
Camposano község (comune) Olaszország Campania régiójában, Nápoly megyében.

## Fekvése
Nápolytól 25 km-re északkeletre fekszik. Határai: Cicciano, Cimitile, Comiziano és Nola.

## Története
Camposano vidéke rendkívül tiszta és termékeny. A legendák szerint ez a tiszta vidék (latinul Campus Sanus) mentette meg Hannibal hadait a második pun háború során egy járványtól. Ez a legenda ugyanakkor egy településről is említést tesz, amely ezen vidék létezett, az antik Via Popilia mentén. Egy másik legenda szerint a település Ianus isten temploma körül alakult ki Campus Jani név alatt. A település első írásos emlékei azonban 1308-ból származnak. A település a 16. században Nolához tartozott. Önálló községgé a 19. század elején vált, amikor a Nápolyi Királyságban felszámolták a feudalizmust.

## Népessége
A népesség számának alakulása:

## Főbb látnivalói
- San Gavino-templom – 1745-ben építették neoklasszicista stílusban
- Santa Croce-templom – a 17. században épült, egyhajós templom, Jézus keresztrefeszítését ábrázoló freskósorozattal
- Santo Rosario-templom' – 16-17. században épült templom
- Palazzo Scotti – 17. századi barokk épület, mely a nápolyi felügyelet székhelye voly
- Faibano – a település legősibb része, korabeli házakkal, templomokkal (San Martino di Tours, San Nicola Vecovo), palotákkal és templomokkal.